# Rivière Duplessis
Rivière Duplessis är ett vattendrag i Kanada.   Det ligger i provinsen Québec, i den sydöstra delen av landet, 210 km norr om huvudstaden Ottawa. Rivière Duplessis ligger vid sjön Lac Menneval.
I omgivningarna runt Rivière Duplessis växer i huvudsak blandskog. Trakten runt Rivière Duplessis är nära nog obefolkad, med mindre än två invånare per kvadratkilometer.